# Ctenomys fodax
El tuco-tuco chubutense o tuco-tuco de Lago Blanco (Ctenomys fodax) es una especie de roedor del género Ctenomys de la familia Ctenomyidae. Habita en el sur del Cono Sur de Sudamérica.

## Taxonomía
Esta especie fue descrita originalmente en el año 1910 por el zoólogo británico Oldfield Thomas.
Localidad tipo
La localidad tipo referida es: “Lago Blanco (46°S 71°W), Chubut, Argentina”.
Caracterización y relaciones filogenéticas
En el año 1943, Wilfred Hudson Osgood la incluyó dentro de Ctenomys magellanicus.

## Distribución geográfica y hábitat
Esta especie de roedor es endémica del valle donde se sitúa la localidad de Lago Blanco (departamento Río Senguer), extremo sudoeste de la provincia del Chubut, Patagonia argentina.